# Fyodor Ivanovich Tyutchev
Fyodor Ivanovich Tyutchev (tiếng Nga: Фёдор Иванович Тютчев; 5 tháng 12 năm 1803 – 27 tháng 7 năm 1873) là một nhà thơ Nga, Viện sĩ thông tấn Viện Hàn lâm khoa học Sankt-Peterburg (1857). Tyutchev cùng với Pushkin và Lermontov là ba nhà thơ trữ tình lớn nhất nước Nga thế kỷ 19.

## Tiểu sử
Tyutchev sinh ở trang trại Ovstug, tỉnh Oryon (nay là Bryansk), trong một gia đình quý tộc đã sa sút; tuổi thơ ở Ovstug, tuổi trẻ ở Moskva. Từ bé ông đã được học với nhà thơ – dịch giả Semyon Egorovich Raich, được làm quen với những tác phẩm cổ điển của văn học Nga và thế giới. Năm 12 tuổi Tyutchev đã dịch được thơ của Horace một cách thông thạo. Năm 1819 ông vào học Đại học Quốc gia Moskva, đến năm 1821 đã nhận bằng tiến sĩ ngôn ngữ học. Từ năm 1822 làm việc ở Bộ Ngoại giao Nga, liên tục trong 22 năm sống ở Đức và Ý. Ông cưới vợ người Đức, kết bạn với Friedrich Wilhelm Joseph Schelling và Heinrich Heine, trở thành nhà thơ Nga đầu tiên dịch thơ của Heine ra tiếng Nga. Năm 1830 in một số bài thơ trên tạp chí Galateya nhưng thực sự nổi tiếng năm 1836, khi Puskin in 16 bài thơ của ông trên tạp chí Sovremennik (Người đương thời). Năm 1837 vợ ông mất, năm 1839 ông tái giá, người vợ thứ hai cũng là người Đức.
Năm 1854 ông in tập thơ đầu tiên, cũng trong năm này ông in những bài thơ về người tình Yelena Denisyeva - là một cô gái Nga dòng dõi quý tộc, trẻ hơn Fyodor Tyutchev 23 tuổi, mối "tình cuối" của nhà thơ. Mối tình của họ trở thành vụ tai tiếng trong giới thượng lưu Sankt-Peterburg vì Fyodor Tyutchev đã có gia đình. Trong khi đó mọi lời buộc tội của người đời hầu như lại dồn hết cho một mình Yelena gánh chịu. Bất chấp sự ruồng bỏ của gia đình và sự gièm pha của xã hội, Elena đã yêu nhà thơ vô tư và quên mình, say đắm và cuồng nhiệt. Cuộc tình "bất hợp pháp" của họ kéo dài 14 năm với ba đứa con. Yelena chết vì bệnh lao phổi khi mới 38 tuổi.
Tyutchev là nhà thơ trữ tình giàu chất triết lý nhất của Nga thế kỷ 19. Thơ ông nói nhiều đến cái vô biên, ngợi ca thiên nhiên và cảm nhận tâm linh của vũ trụ. Trong thơ Tyutchev con người và thiên nhiên hoà quyện. Thế giới trong mắt nhà thơ đầy vẻ huyền bí. Ẩn sau ban ngày là bóng đêm, đi theo cuộc sống là cái chết, đồng hành với tình yêu là sự huỷ diệt. Đỉnh cao thơ trữ tình của ông là tập thơ về người tình Yelena Denisyeva, người đã yêu ông đến quên mình, đã mang đến cho cuộc đời ông nhiều phút giây hạnh phúc và cũng không ít đau khổ. Chính sự đau khổ và hối hận, những tiếc nuối muộn màng, cảm giác bất lực cũng như sự hy vọng ở cuộc đời – tất cả đã hoà quyện lại tạo nên "tập thơ Denisieva" nổi tiếng của ông. Fyodor Tyutchev mất tại Tsaskoye Selo (Hoàng Thôn), ngoại ô Sankt-Peterburg.

## Một vài bài thơ
| Накануне годовщины 4 августа 1864 Вот бреду я вдоль большой дороги В тихом свете гаснущего дня, Тяжело мне, замирают ноги... Друг мой милый, видишь ли меня? Все темней, темнее над землею - Улетел последний отблеск дня... Вот тот мир, где жили мы с тобою, Ангел мой, ты видишь ли меня? Завтра день молитвы и печали, Завтра память рокового дня... Ангел мой, где б души ни витали, Ангел мой, ты видишь ли меня? К. Б. Я встретил вас - и все былое В отжившем сердце ожило; Я вспомнил время золотое - И сердцу стало так тепло... Как поздней осени порою Бывают дни, бывает час, Когда повеет вдруг весною И что-то встрепенется в нас,- Так, весь обвеян духовеньем Тех лет душевной полноты, С давно забытым упоеньем Смотрю на милые черты... Как после вековой разлуки, Гляжу на вас, как бы во сне,- И вот - слышнее стали звуки, Не умолкавшие во мне... Тут не одно воспоминанье, Тут жизнь заговорила вновь,- И то же в нас очарованье, И та ж в душе моей любовь!.. О, как убийственно мы любим О, как убийственно мы любим, Как в буйной слепоте страстей Мы то всего вернее губим, Что сердцу нашему милей! Давно ль, гордясь своей победой, Ты говорил: она моя... Год не прошел - спроси и сведай, Что уцелело от нея? Куда ланит девались розы, Улыбка уст и блеск очей? Все опалили, выжгли слезы Горючей влагою своей. Ты помнишь ли, при вашей встрече, При первой встрече роковой, Ее волшебный взор, и речи, И смех младенчески живой? И что ж теперь? И где все это? И долговечен ли был сон? Увы, как северное лето, Был мимолетным гостем он! Судьбы ужасным приговором Твоя любовь для ней была, И незаслуженным позором На жизнь ее она легла! Жизнь отреченья, жизнь страданья! В ее душевной глубине Ей оставались вспоминанья... Но изменили и оне. И на земле ей дико стало, Очарование ушло... Толпа, нахлынув, в грязь втоптала То, что в душе ее цвело. И что ж от долгого мученья Как пепл, сберечь ей удалось? Боль, злую боль ожесточенья, Боль без отрады и без слез! О, как убийственно мы любим, Как в буйной слепоте страстей Мы то всего вернее губим, Что сердцу нашему милей! | Hoài niệm Anh lang thang dọc con đường ngày trước Trong ánh chiều lặng lẽ buổi hoàng hôn Đau đớn quá, đôi chân không muốn bước... Em thân yêu, em nhìn thấy anh không? Bóng đêm đen đang trùm lên ánh sáng Đã bay đi luôn tia nắng cuối cùng Đâu rồi cõi xưa cùng em chung sống Thiên thần ơi, em nhìn thấy anh không? Ngày mai đây rồi nguyện cầu đau đớn Ngày mai này kỷ niệm của buồn thương Thiên thần ơi, ở đâu hồn trú ẩn Thiên thần ơi, em nhìn thấy anh không? K. B Gặp lại em - tất cả vẫn như xưa Con tim anh rung lại nhịp ngày thơ Anh nhớ lại một thời xưa vàng ngọc Để con tim nghe rạo rực vô bờ. Cũng có khi giữa mùa thu đã muộn Vẫn có những ngày, có những phút giây Khi gặp lại làn gió xuân thoang thoảng Ta thấy lòng mình hồi hộp, ngất ngây. Cũng bởi vì xuân đem làn gió thoảng Của một thời từng tràn ngập lòng anh. Cùng say đắm đã từ lâu quên lãng Anh ngắm nhìn lại những nét đan thanh. Như sau cuộc chia ly từ vạn kỷ Anh nhìn em như trong một giấc mơ Và bỗng nghe tiếng lòng rung nhè nhẹ Như không ngừng lắng xuống giữa hồn thơ... Đây, tất cả vẫn còn trong kỷ niệm Vẫn trong em nét duyên dáng, yêu kiều Anh lại nghe cuộc đời đang lên tiếng Và trong lòng còn đó một tình yêu! Ôi, ta yêu nhau thật chết người Như trong mù quáng của đắm say Quả thật ta làm cho khốn khổ Những gì thương mến với tim này! Từng khoe thắng lợi của chính mình Mi từng nói rằng: em của anh… Chưa qua một năm – giờ thử hỏi Có còn lành lặn chút nào không? Đã biến đi đâu đôi má hồng Môi cười và ánh của mắt nhìn? Tất cả không còn, và dòng lệ Bồi hồi nóng bỏng đã trào lên. Lần đầu gặp gỡ còn nhớ chăng Tương phùng bất hạnh buổi đầu tiên Ánh mắt thiên thần và lời nói Và tiếng cười sống động thanh tân? Thế mà giờ đây? Đâu cả rồi? Giấc mơ nào có được lâu dài? Than ôi, như mùa hè phương Bắc Làm người khách trong khoảnh khắc thôi! Tình yêu của mi đối với nàng Là bản án số phận kinh hoàng Và điều nhục nhã không đáng có Đã trùm lên cuộc sống đáng thương! Cuộc đời chối bỏ, đời đau khổ! Và trong sâu thẳm cõi lòng nàng Chỉ còn những gì hồi tưởng lại Nhưng mà hồi tưởng bạc tình luôn. Và nàng cô độc giữa trần gian Đắm say kiều diễm đã không còn Đám đông xô vào rồi giẫm đạp Những bông hoa nở giữa lòng nàng. Còn gì sau hành hạ lâu dài Như tro bụi nàng còn giữ được? Là nỗi đau, nỗi đau khắc nghiệt Không nước mắt và chẳng niềm vui! Ôi ta yêu nhau thật chết người Như trong mù quáng của đắm say Quả thật ta làm cho khốn khổ Những gì thương mến với tim này! Bản dịch của Nguyễn Viết Thắng. |